# Edward Crossland
Edward Crossland, född 30 juni 1827 i Hickman County i Kentucky, död 11 september 1881 i Mayfield i Kentucky, var en amerikansk politiker (demokrat). Han var ledamot av USA:s representanthus 1871–1875.
Crossland är begravd på Maplewood Cemetery i Mayfield i Kentucky.